# Felipe Aguilar
Felipe Aguilar Mendoza (Medellín, 20 gennaio 1993) è un calciatore colombiano, difensore del Rionegro Águilas.

## Carriera

### Club
Ha giocato 5 partite nel campionato colombiano e 8 partite nella Coppa nazionale colombiana, nella quale ha anche segnato 2 reti. Nel 2019 si trasferisce al Santos, club della prima divisione brasiliana.

### Nazionale
Nel 2013 con la nazionale Under-20 di calcio della Colombia partecipa al Campionato sudamericano Under-20, nel quale gioca 3 partite, 2 delle quali da titolare, contribuendo alla vittoria del torneo; in seguito partecipa anche al Torneo di Tolone, chiuso al secondo posto, nel quale disputa 4 partite segnando un gol, il 30 maggio, nella partita vinta per 2-1 contro i pari età degli Stati Uniti. Viene convocato anche per il Mondiale Under-20 del giugno dello stesso anno, nel quale gioca da titolare in tutte e 4 le partite disputate dalla sua nazionale.
Convocato per la Copa América Centenario negli Stati Uniti, scende in campo solo nella sfida vinta per 3-2 contro il Costa Rica nella fase a gironi.
Successivamente viene convocato per le Olimpiadi del 2016.

## Palmarès

### Club

#### Competizioni nazionali
- Campionato colombiano: 2

Atlético Nacional: 2015-II, 2017-I
- Copa Colombia: 2

Atlético Nacional: 2016, 2018
- Súper Liga: 1

Atlético Nacional: 2016

#### Competizioni internazionali
- Coppa Libertadores: 1

Atlético Nacional: 2016
- Recopa Sudamericana: 1

Atlético Nacional: 2017

### Nazionale
- Campionato sudamericano Under-20: 1

2013

## Statistiche

### Cronologia presenze e reti in nazionale
| Cronologia completa delle presenze e delle reti in nazionale ― Colombia | Cronologia completa delle presenze e delle reti in nazionale ― Colombia | Cronologia completa delle presenze e delle reti in nazionale ― Colombia | Cronologia completa delle presenze e delle reti in nazionale ― Colombia | Cronologia completa delle presenze e delle reti in nazionale ― Colombia | Cronologia completa delle presenze e delle reti in nazionale ― Colombia | Cronologia completa delle presenze e delle reti in nazionale ― Colombia | Cronologia completa delle presenze e delle reti in nazionale ― Colombia |
| Data                                                                    | Città                                                                   | In casa                                                                 | Risultato                                                               | Ospiti                                                                  | Competizione                                                            | Reti                                                                    | Note                                                                    |
| ----------------------------------------------------------------------- | ----------------------------------------------------------------------- | ----------------------------------------------------------------------- | ----------------------------------------------------------------------- | ----------------------------------------------------------------------- | ----------------------------------------------------------------------- | ----------------------------------------------------------------------- | ----------------------------------------------------------------------- |
| 29-5-2016                                                               | Miami                                                                   | Colombia                                                                | 3 – 1                                                                   | Haiti                                                                   | Amichevole                                                              | -                                                                       | 61’                                                                     |
| 11-6-2016                                                               | Houston                                                                 | Colombia                                                                | 2 – 3                                                                   | Costa Rica                                                              | Coppa America Centenario - 1º turno                                     | -                                                                       | 66’                                                                     |
| 26-1-2017                                                               | Rio De Janeiro                                                          | Brasile                                                                 | 1 – 0                                                                   | Colombia                                                                | Amichevole                                                              | -                                                                       |                                                                         |
| Totale                                                                  |                                                                         | Presenze                                                                | 3                                                                       |                                                                         | Reti                                                                    | 0                                                                       |                                                                         |